# Остроградский, Алексей Николаевич
Алексей Николаевич Остроградский (9 января 1868 года, Москва — 11 июня 1943 года, Ульяновск) — русский советский художник. Первый директор Симбирского художественного музея.

## Биография

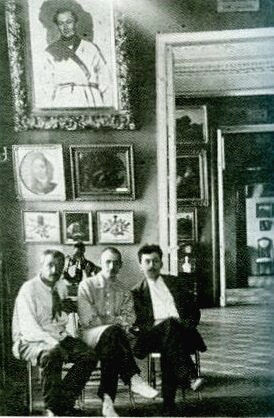
Директор Симбирского художественного музея А. Н. Остроградский (справа), П. Е. Корнилов и Д. И. Архангельский в музее. 1923 г.

Алексей Николаевич Остроградский родился 9 января 1868 года в Москве. В 1872 году он с родителями переехал в село Акшуат Карсунского уезда Симбирской губернии (ныне Барышский район Ульяновской области). Начальное образование получал в коммерческом училище в Сызрани. С 1887 по 1891 год учился в Петербургской Императорской Академии художеств (педагог — И. Е. Репин). За успехи в учёбе Алексей Николаевич получил медали: 2 серебряную — в 1891 году; 2 и 1 серебряные — в 1893 году; 1 серебряную — в 1894 году; за картину «Триумф Саломеи» получил звание классного художника 3 степени; 2 ноября 1899 года за картину «В мастерской» получил звание художника.
С 1902 года жил и работал в Симбирске (нынешний Ульяновск). Занимался преподаванием.
25 июля 1925 года в Симбирске в бывшем особняке Екатерины Максимилиановны Перси-Френч был открыт городской художественный музей. Первым директором музея стал Алексей Николаевич Остроградский. В музее были собраны картины из окрестных поместий, многие из которых были в неудовлетворительном состоянии. Остроградский А. Н. организовал работу по реставрации и классификации картин.

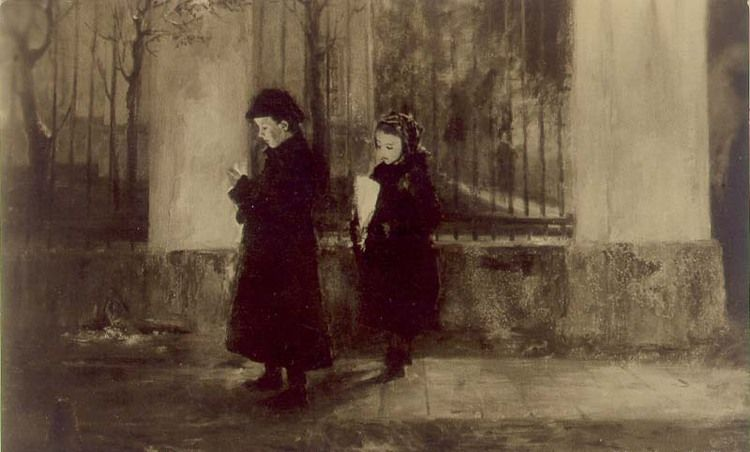
Остроградский А. Н. Великий четверг

Искусствовед П. Е. Корнилов писал об Остроградском: «…Вечно в рабочем кабинете, руки в клею, на столе отвертки, гвозди, молоток, вместо привычных кистей, красок, книг по искусству». Помощь музею оказывали представители местной интеллигенции: Д. И. Архангельский, А. А. Пластов, П. С. Добрынин и др.
В 1929 году Остроградский А. Н. стал членом Объединения ульяновских художников, принимал участие в первой выставке объединения.
В конце 1920-х годов в СССР стало меняться отношении к музейному делу. 1 декабря 1930 года в Москве открылся первый Всероссийский музейный съезд. Съезд проходил под лозунгом: «Музеи на службу социалистическому строительству и культурной революции». На нём было решено, что музеи должны были отражать задачи классовой борьбы и социалистического строительства. Решение воодушевило Собрание художников Ульяновска, которое указало, что экспозиция местного Художественного музея «не дает возможности диалектически определить развитие общественно-экономических отношений». Художники города обязались «принять горячее участие в переделке всех городских музеев по методу диалектического материализма с отражением марксизма и ленинизма…». В 1931 году Остроградский уволился из музея, а его здание было передано под общежитие Комбината защиты растений.
В 1930—1940 годах художник принимал участие в художественных выставках в Ульяновске и Куйбышеве. Самой известной картиной художника стала «Великий четверг», хранящаяся в Третьяковской галерее.
Алексей Николаевич Остроградский cкончался 11 июня 1943 года в Ульяновске.
В настоящее время произведения А. Н. Остроградского хранятся в Третьяковской галерее, в коллекции Ульяновского областного художественного музея, частных собраниях.